# Theo Flitser
Theo Flitser is een stripfiguur uit de stripreeks Piet Pienter en Bert Bibber gemaakt door de Belgische tekenaar en scenarist Pom.
Theo Flitser speelt een journalist van De Gazet die door zijn journalistieke nieuwsgierigheid zijn vrienden regelmatig in de problemen brengt. Hij heeft ook een oogje op Susan, met iets meer succes dan Bert Bibber.
Een personage dat in alles - behalve naam - op Flitser lijkt, verschijnt voor het eerst in het verhaal De verborgen schat (1952) zoals gepubliceerd in Het Handelsblad. Daar heet hij nog Jaak Borstelmans.
Theo Flitser is het personage waarmee de auteur zichzelf in de strip verwerkte. Net zoals Pom zelf werkt Theo Flitser voor De Gazet (Gazet van Antwerpen). En toen het moederhuis De Vlijt ooit het weekblad Zie-Magazine lanceerde, kreeg dit prompt een tegenhanger Kijk-Makiszien in het album Superbrandstof en pikante saus - met Theo Flitser als hoofdredacteur. In meerdere albums (bv. De barbier van Bombilla, Het geval "Warwinkel") tekende Pom zichzelf op het einde of in het begin van strip. Die zelfportretten zien er precies hetzelfde uit als het personage van Theo Flitser.
Vooral in de vroege verhalen is Theo Flitser steevast gekleed in een plusfour golfbroek, mogelijk een verwijzing naar zijn collega-reporter Kuifje.